# 繆曰芑
繆曰芑（1683年—1755年），字武子，號笠湖，江蘇蘇州府吳縣人，清朝政治人物。

## 生平
繆曰芑來自江陰東興繆氏吳門支，是萬曆二十九年（1601年）辛丑科進士繆國維之曾孫，康熙六年（1667年）丁未科狀元繆彤之子。雍正元年（1723年）癸卯恩科二甲第二十名進士，選翰林院庶吉士，散館授編修。

## 家族
兄繆曰藻為康熙五十四年（1715年）乙未科榜眼。夫人為宋德宜女；繼妻為王圖炳女；側室顧氏、胡氏。有二子：繆復及繆頤。還有四女：長女嫁莊年；次女嫁鎮雄州佐黃曾愉；三女嫁松江監生吳光被；四女嫁高唐州知州蔣模。